# Glyphodes lachesis
Glyphodes lachesis là một loài bướm đêm trong họ Crambidae. Loài này được Arthur Gardiner Butler mô tả vào năm 1882. Chúng được tìm thấy ở Papua New Guinea.